# Loco Loco
A Loco Loco (magyarul: Őrült, őrült) Hurricane szerb együttes dala, mellyel Szerbiát képviselik a 2021-es Eurovíziós Dalfesztiválon Rotterdamban. A dal belső kiválasztás során nyerte el a dalversenyen való indulás jogát.

## Eurovíziós Dalfesztivál
2020. március 1-jén vált hivatalossá, hogy a szerb műsorsugárzó által megrendezett nemzeti döntőt, a Beoviziját a Hurricane nyerte meg, így őket választották az ország képviseletére a 2020-as Eurovíziós Dalfesztiválon. Március 18-án az Európai Műsorsugárzók Uniója bejelentette, hogy 2020-ban nem tudják megrendezni a versenyt a COVID–19-koronavírus-világjárvány miatt. A szerb műsorsugárzó jóvoltából az együttes lehetőséget kapott az ország képviseletére a következő évben egy új versenydallal. 2021. február 22-én vált hivatalossá a dal címe, míg a versenydalt március 5-én mutatták be a dalfesztivál hivatalos YouTube-csatornáján.
Az Eurovíziós Dalfesztiválon a dalt először a május 20-án rendezett második elődöntőben adják elő, a fellépési sorrendben kilencedikként, az izlandi Daði og Gagnamagnið 10 Years című dala után és a grúz Tornike Kipiani You című dala előtt. Az elődöntőből a nyolcadik helyezettként sikeresen továbbjutottak a május 22-i döntőbe, ahol fellépési sorrendben nyolcadikként léptek fel, a Portugáliát képviselő The Black Mamba Love Is on My Side című dala után és az Egyesült Királyságot képviselő James Newman Embers című dala előtt. A szavazás során a zsűri szavazáson összesítésben huszonegyedik helyen végeztek 20 ponttal  (Észak-Macedóniától maximális pontot kaptak), míg a nézői szavazáson kilencedik helyen végeztek 82 ponttal (Ausztriától, Észak-Macedóniától, Horvátországtól és Szlovéniától maximális pontot kaptak), így összesítésben 102 ponttal a verseny tizenötödik helyezettjei lettek.
A következő szerb induló Konstrakta In corpore sano című dala volt a 2022-es Eurovíziós Dalfesztiválon.

## Slágerlisták
| Slágerlista (2021)     | Legjobb helyezés |
| ---------------------- | ---------------- |
| Szerbia (Radiomonitor) | 11.              |